# Група із захисту від підробок при ЄЦБ
Група із захисту від підробок при Європейському центральному банку — робоча група ЄЦБ (не тільки єврозони) і провідних виробників банкнот для дослідження загроз, що виникають від подолання захистів банкнот.
З середини 1990-х років до професіоналів-фальшивомонетників приєдналися натовпи «любителів» (casual counterfeiters), частка «продукції» яких лише зростає, як і її якість. Це явище пов'язане з тим, що технологія досягла того рівня, коли копіювальна техніка та персональні комп'ютери з програмними і апаратними засобами обробки графічної інформації стали доступні практично будь-кому.